# Karl Baier (Religionswissenschaftler)
Karl Baier (* 1954 in Landshut) ist ein österreichischer Religionswissenschaftler, römisch-katholischer Theologe und Philosoph. Er arbeitet an der Universität Wien im Fach Religionswissenschaft.

## Leben
Karl Baier studierte ab 1976 Ethnologie und von 1980 bis 1987 Philosophie an der Universität Wien sowie ab 1986 römisch-katholische Theologie.  1987 promovierte Baier im Fach Philosophie mit einer Arbeit über Wertphilosophie und Phänomenologie bei Romano Guardini. 2009 habilitierte er sich zum Thema „Meditation und Moderne. Zur Genese eines Kernbereichs moderner Spiritualität in der Wechselwirkung zwischen Westeuropa, Nordamerika und Asien“ in Religionswissenschaft. Baier arbeitet seit 2009 als außerordentlicher Professor für Religionswissenschaft am Institut für Religionswissenschaft der Universität Wien. Seit 2013 ist er Mitherausgeber der Buchreihe Wiener Forum für Theologie und Religionswissenschaft.

## Werke
- Yoga auf dem Weg nach Westen, Beiträge zur Rezeptionsgeschichte. Königshausen und Neumann: Würzburg 1998
- Atheismus heute ?, (hg.  mit Sigrid Mühlberger, Hans Schelkshorn und Augustinus Karl Wucherer-Huldenfeld). Evangelische Verlagsanstalt: Leipzig 2001
- Handbuch Spiritualität. Zugänge * Traditionen * Interreligiöse Prozesse. Wissenschaftliche Buchgesellschaft: Darmstadt 2006
- Spiritualität und moderne Lebenswelt, (hg. mit Josef Sinkovits). LIT Verlag: Münster 2007
- Mediation und Moderne. 2 Bände. Königshausen und Neumann: Würzburg 2009
- Yoga. Geschichte und Verhältnis zum Christentum, Werkmappe „Sekten, religiöse Sondergemeinschaften und Weltanschauungen“ Nr. 96. Referat für Weltanschauungsfragen: Wien 2009
- Text und Mystik. Zum Verhältnis von Schriftauslegung und kontemplativer Praxis, (hg. mit Regina Polak und Ludger Schwienhorst-Schönberger). V&R unipress: Göttingen 2013
- Yoga in Transformation. Historical and Contemporary Perspectives, (hg. mit Philipp A. Maas und Karin Preisendanz). V&R unipress: Göttingen 2018
- Spiritualität und Identität. S. 187–217 In: Reinhold Bernhardt, Perry Schmidt-Leukel (Hrsg.): Multiple religiöse Identität. Aus verschiedenen religiösen Traditionen schöpfen. TVZ Theologischer Verlag, Zürich 2008, ISBN 978-3-290-17455-2, auf rw-ktf.univie.ac.at